# Systropha popovi
Systropha popovi är en biart som beskrevs av Ponomareva 1967. Systropha popovi ingår i släktet Systropha och familjen vägbin. Inga underarter finns listade i Catalogue of Life.